# Il Giallo Mondadori dal 1101 al 1200
|  | I 100 precedenti: Il Giallo Mondadori dal 1001 al 1100 |

## Dal N.1101 al N.1200
| N.   | Titolo italiano                             | Autore                | Titolo originale                       | Pubblicazione     |
| ---- | ------------------------------------------- | --------------------- | -------------------------------------- | ----------------- |
| 1101 | La belva che è dentro di me                 | Jim Thompson          | The Killer Inside Me                   | 8 marzo 1970      |
| 1102 | Eminenza nera                               | Peter Malloch         | Death Whispers Softly                  | 15 marzo 1970     |
| 1103 | Il segno della morte                        | George Baxt           | A Parade of Cockeyed Creatures: Or Did | 22 marzo 1970     |
| 1104 | Vita in prestito                            | John M. Patterson     | Doubly Dead                            | 29 marzo 1970     |
| 1105 | La sirena reticente                         | John D. MacDonald     | Darker Than Amber                      | 5 aprile 1970     |
| 1106 | L'estate della violenza                     | Judson Philips        | Hot Summer Killing                     | 12 aprile 1970    |
| 1107 | In due s'indaga meglio                      | Agatha Christie       | Partners in Crime                      | 19 aprile 1970    |
| 1108 | Ore 13: Waldorf Astoria                     | Rae Foley             | Nightmare House                        | 26 aprile 1970    |
| 1109 | Dopo la prima vittima                       | Lawrence Block        | After The First Death                  | 3 maggio 1970     |
| 1110 | La morte è la mia sposa                     | Dominic Devine        | Death Is My Bridegroom                 | 10 maggio 1970    |
| 1111 | Un margine di dubbio                        | Miriam Borgenicht     | Margin for Doubt                       | 17 maggio 1970    |
| 1112 | Difensore alla sbarra                       | Jeffrey Ashford       | Prisoner at The Bar                    | 24 maggio 1970    |
| 1113 | A colpo sicuro                              | James Hadley Chase    | An Ear To The Ground                   | 31 maggio 1970    |
| 1114 | Il mondo è marcio                           | Ross Macdonald        | The Goodbye Look                       | 7 giugno 1970     |
| 1115 | Nero Wolfe e il caso dei mirtilli           | Rex Stout             | Death of A Dude                        | 14 giugno 1970    |
| 1116 | A un passo dalla fossa dei serpenti         | Van Siller            | The Watchers                           | 21 giugno 1970    |
| 1117 | Bada alla pelle, Parker!                    | Richard Stark         | The Sour Lemon Score                   | 28 giugno 1970    |
| 1118 | La lunga scorciatoia                        | Andrew Garve          | The Long Short Cut                     | 5 luglio 1970     |
| 1119 | Frontiera maledetta                         | Ellery Queen          | Kiss And Kill                          | 12 luglio 1970    |
| 1120 | Gideon alle urne                            | J.J. Marric           | Gideon's Vote                          | 19 luglio 1970    |
| 1121 | Rififi a Praga                              | Auguste Le Breton     | Du Rififi Derriere Le Rideau De Fer    | 26 luglio 1970    |
| 1122 | Poirot e la strage degli innocenti          | Agatha Christie       | Halloween Party                        | 2 agosto 1970     |
| 1123 | 87º Distretto: una cartuccia di troppo      | Ed McBain             | Shotgun                                | 9 agosto 1970     |
| 1124 | Perry Mason e la venere senza nome          | Erle Stanley Gardner  | The Case of The Fabulous Fake          | 16 agosto 1970    |
| 1125 | La morte fa l'autostop                      | James Hadley Chase    | There's A Hippie on The Highway        | 23 agosto 1970    |
| 1126 | Una salma irreperibile                      | Seldon Truss          | The Corpse That Got Away               | 30 agosto 1970    |
| 1127 | Murdock chiama squadra omicidi              | George Harmon Coxe    | An Easy Way To Go                      | 6 settembre 1970  |
| 1128 | Qualcuno mi deve del grano                  | Donald E. Westlake    | Somebody Owes Me Money                 | 13 settembre 1970 |
| 1129 | Messaggio da Hong Kong                      | Mignon G. Eberhart    | Message From Hong Kong                 | 20 settembre 1970 |
| 1130 | Pescatori si muore                          | Edward S. Aarons      | The Net                                | 27 settembre 1970 |
| 1131 | Acque torbide per Gideon                    | J.J. Marric           | Gideon's River                         | 4 ottobre 1970    |
| 1132 | Vietato ai minori di 18 anni                | Doris Miles Disney    | Voice From The Grave                   | 11 ottobre 1970   |
| 1133 | Un cadavere fra le pagine                   | Richard Lockridge     | A Plate of Red Herrings                | 18 ottobre 1970   |
| 1134 | Pietà per noi tutti                         | John H. Reese         | Pity Us All                            | 25 ottobre 1970   |
| 1135 | Il mantello del diavolo                     | Colin Robertson       | The Devil's Cloak                      | 1º novembre 1970  |
| 1136 | L'unico gioco che conta                     | Eliot Asinof          | The Name of The Game Is Murder         | 8 novembre 1970   |
| 1137 | Un soldino per l'impiccato                  | Jan Roffman           | A Penny for The Guy                    | 15 novembre 1970  |
| 1138 | Tornerò per farti fuori                     | Jim Thompson          | Cropper's Cabin                        | 22 novembre 1970  |
| 1139 | Quel testardo del tenente Kerrigan          | Joseph Harrington     | The Last Doorbell                      | 29 novembre 1970  |
| 1140 | Vogliamoci tanto male, amore mio            | Brett Halliday        | Lady, Be Bad                           | 6 dicembre 1970   |
| 1141 | L'anima nera di mister Dillon               | Thomas Walsh          | The Action of The Tiger                | 13 dicembre 1970  |
| 1142 | Donald Lam e il cliente innamorato          | A. A. Fair            | All Grass Isn't Green                  | 20 dicembre 1970  |
| 1143 | Bowman: un uomo da bruciare                 | Hartley Howard        | Cry on My Shoulder                     | 27 dicembre 1970  |
| 1144 | Ma chi ha rapito Sassi Manoon?              | Donald E. Westlake    | Who Stole Sassi Manoon?                | 3 gennaio 1971    |
| 1145 | Vietato vietare                             | Ellery Queen          | The Campus Murders                     | 10 gennaio 1971   |
| 1146 | Un uomo senza amici                         | Miles Tripp           | A Man Without Friends                  | 17 gennaio 1971   |
| 1147 | Peggio di un delitto                        | Frances Crane         | Worse Than A Crime                     | 24 gennaio 1971   |
| 1148 | Una questione di cuore                      | Collier Young         | The Todd Dossier                       | 31 gennaio 1971   |
| 1149 | La morte è in orario                        | Seichō Matsumoto      | Ten To Sen                             | 7 febbraio 1971   |
| 1150 | Gli ineffabili cinque                       | Donald E. Westlake    | The Hot Rock                           | 14 febbraio 1971  |
| 1151 | Né di Venere, né di Marte...                | Peter Alding          | Murder Among Thieves                   | 21 febbraio 1971  |
| 1152 | Mac e gli angeli di Los Angeles             | Thomas B. Dewey       | The Love-death Thing                   | 28 febbraio 1971  |
| 1153 | Un caso disperato                           | Sara Woods            | Past Praying for                       | 7 marzo 1971      |
| 1154 | I cervelli                                  | John Wainwright       | The Take-over Men                      | 14 marzo 1971     |
| 1155 | ...e l'ultima uccide                        | Whit Masterson        | The Last one Kills                     | 21 marzo 1971     |
| 1156 | Da questa parte si muore                    | Ellery Queen          | Which Way To Die?                      | 28 marzo 1971     |
| 1157 | L'occasione fa l'uomo assassino             | Hamilton Jobson       | Smile And Be A Villain                 | 4 aprile 1971     |
| 1158 | Oggi a voi, domani a lui                    | Tucker Coe            | Murder Among Children                  | 11 aprile 1971    |
| 1159 | L'incubo di Camilla                         | Elizabeth Ferrars     | Skeleton Staff                         | 18 aprile 1971    |
| 1160 | Delitto al rallentatore                     | Harry Carmichael      | Remote Control                         | 25 aprile 1971    |
| 1161 | forza, Gideon!                              | J.J. Marric           | Gideon's Power                         | 2 maggio 1971     |
| 1162 | L'hai uccisa tu, Monna Leeds?               | John Roeburt          | Did You Kill Mona Leeds?               | 9 maggio 1971     |
| 1163 | La prova decisiva                           | Van Siller            | It Had To Be You                       | 16 maggio 1971    |
| 1164 | Di odio si muore                            | Edward S. Aarons      | They All Ran Away                      | 23 maggio 1971    |
| 1165 | L'omicidio è contagioso                     | Helen Nielsen         | Darkest Hour                           | 30 maggio 1971    |
| 1166 | Sinfonia per un massacro                    | Alain Reynaud-Fourton | Les Mystifies                          | 6 giugno 1971     |
| 1167 | L'abito fa il ladro                         | Owen John             | The Diamond Dress                      | 13 giugno 1971    |
| 1168 | Il delitto paga                             | H. Charles Davis      | And Murder Won                         | 20 giugno 1971    |
| 1169 | Gioco di pazienza per L'87º distretto       | Ed McBain             | Jigsaw                                 | 27 giugno 1971    |
| 1170 | Mai gettare la spugna                       | Milton K. Ozaki       | Never Say Die                          | 4 luglio 1971     |
| 1171 | Dopo l'esumazione della salma               | Sara Woods            | Tarry And Be Hanged                    | 11 luglio 1971    |
| 1172 | Occhio al sultano, Corrigan!                | Ellery Queen          | Why So Dead?                           | 18 luglio 1971    |
| 1173 | Nessuno piange per chi perde                | Ray Owen              | Who Cries for A Loser?                 | 25 luglio 1971    |
| 1174 | Buon appetito, Borck!                       | Anders Bodelsen       | Taenk Pa Et Tal                        | 1º agosto 1971    |
| 1175 | Che cosa ha visto Hattie Flynn?             | Kelley Roos           | What Did Hattie See?                   | 8 agosto 1971     |
| 1176 | Tempesta al Rancho Rio                      | Mignon G. Eberhart    | El Rancho Rio                          | 15 agosto 1971    |
| 1177 | Era solo la figlia dello sceriffo           | Stanton Forbes        | She Was only The Sheriff's Duaghter    | 22 agosto 1971    |
| 1178 | Camera 37                                   | Hartley Howard        | Room 37                                | 29 agosto 1971    |
| 1179 | Oltre il muro                               | Tucker Coe            | Kinds of Love, Kings of Death          | 5 settembre 1971  |
| 1180 | Virgil Tibbs: Prendi la bertha, Johnny      | John Ball             | Johnny Get Your Gun                    | 12 settembre 1971 |
| 1181 | Prova e controprova                         | Dominic Devine        | Illegal Tender                         | 19 settembre 1971 |
| 1182 | Vietato essere neri                         | Ellery Queen          | The Black Hearts Murder                | 26 settembre 1971 |
| 1183 | Lotta libera per Parker                     | Richard Stark         | Deadly Edge                            | 3 ottobre 1971    |
| 1184 | Assedio al patibolo                         | Avon Curry            | A Place of Execution                   | 10 ottobre 1971   |
| 1185 | Mike Shayne e il toto morte                 | Brett Halliday        | Tickets for Death                      | 17 ottobre 1971   |
| 1186 | A rotta di collo                            | Tom Pace              | Afternoon of A Loser                   | 24 ottobre 1971   |
| 1187 | La morte di un condè                        | Pierre Vial-lesou     | La Mort D'un Condè                     | 31 ottobre 1971   |
| 1188 | Eppur si muore                              | Ward Rutherford       | The Gallows Set                        | 7 novembre 1971   |
| 1189 | Licenza di vivere                           | Frank Gruber          | The Twilight Man                       | 14 novembre 1971  |
| 1190 | Tv: Annuncio di morte                       | Sara Woods            | An Improbable Fiction                  | 21 novembre 1971  |
| 1191 | Tocca ferro, Grofield!                      | Richard Stark         | Lemons Never Lie                       | 28 novembre 1971  |
| 1192 | Chi ti ha scavato la fossa?                 | Jan Roffman           | Grave of Green Water                   | 5 dicembre 1971   |
| 1193 | Giochi pericolosi                           | Doris Miles Disney    | Do Not Fold, Spindle Or Mutilate       | 12 dicembre 1971  |
| 1194 | Un bidone di guai                           | Donald E. Westlake    | God Save The Mark                      | 19 dicembre 1971  |
| 1195 | Doppia identità                             | George Harmon Coxe    | Double Identity                        | 26 dicembre 1971  |
| 1196 | Ai ferri corti                              | John Creasey          | A Clutch of Coppers                    | 2 gennaio 1972    |
| 1197 | L'altra faccia della vita                   | Hamilton Jobson       | Naked To My Enemy                      | 9 gennaio 1972    |
| 1198 | Un duro chiamato Deveraux                   | John Roeburt          | Tough Cop                              | 16 gennaio 1972   |
| 1199 | Bowman: Istantanea da un milione di dollari | Hartley Howard        | Million Dollar Snapshot                | 23 gennaio 1972   |
| 1200 | Morte su predizione                         | Olive Norton          | Dead on Prediction                     | 30 gennaio 1972   |

|  | I 100 successivi: Il Giallo Mondadori dal 1201 al 1300 |